# Wojciech Bieganowski
Wojciech Bieganowski herbu Grzymała (zm. ok. 1605 roku) – prepozyt szamotulski od 1579 roku, kanonik poznańskiej kapituły katedralnej instalowany w 1577 roku na kanonię Rokietnica.